# Yegāneh Maḩalleh
Yegāneh Maḩalleh (persiska: یگانه محله) är en del av en befolkad plats i Iran.   Den ligger i provinsen Gilan, i den nordvästra delen av landet, 300 km nordväst om huvudstaden Teheran. Yegāneh Maḩalleh ligger 41 meter över havet och antalet invånare är 519.
Terrängen runt Yegāneh Maḩalleh är varierad.  Närmaste större samhälle är Hashtpar, 11,5 km nordväst om Yegāneh Maḩalleh. I omgivningarna runt Yegāneh Maḩalleh växer i huvudsak blandskog.